# (683) Lanzia
(683) Lanzia és un asteroide pertanyent al cinturó d'asteroides descobert el 23 de juliol de 1909 per Maximilian Franz Wolf des de l'Observatori de Heidelberg-Königstuhl, Alemanya.
Està anomenat en honor de l'industrial alemany Karl Lanz (1873-1921).